# 오지촌 (야마구치현)
오지촌(王司村)은 야마구치현 도요우라군에 설치되었던 촌이다. 현재의 시모노세키시에 해당한다.